# Juri Judt
Juri Judt (ur. 24 lipca 1986 w Karagandzie) – niemiecki piłkarz występujący na pozycji pomocnika. Obecnie jest zawodnikiem klubu 1. FC Nürnberg.

## Kariera klubowa
Judt urodził się w ZSRR, ale jako dziecko emigrował z rodzicami do Niemiec. Karierę rozpoczynał w klubie FC Bayern Kickers Nürnberg. W 1999 roku przeszedł do juniorów SpVgg Greuther Fürth. Tam trenował przez sześć lat, a potem, w sezonie 2005/2006 został włączony do pierwszej drużyny Greuther Fürth występującej w 2. Bundeslidze. W tych rozgrywkach zadebiutował 29 sierpnia 2005 w zremisowanym 2:2 meczu z TSV 1860 Monachium. W pierwszej drużynie Greuther Fürth spędził trzy sezony. W sumie rozegrał tam 76 ligowych spotkań.
W 2008 roku przeszedł do spadkowicza z Bundesligi - 1. FC Nürnberg. W jego barwach zadebiutował 10 sierpnia 2008 w wygranym po rzutach karnych meczu Pucharu Niemiec z Rot Weiss Ahlen. Natomiast pierwszy ligowy występ w nowym klubie zanotował 29 września 2008 przeciwko MSV Duisburg (0:1). W sezonie 2008/2009 zajął z klubem 3. miejsce w lidze i po wygranych barażach awansował z nim do Bundesligi. Pierwszy mecz zaliczył w niej 15 sierpnia 2009 przeciwko Eintrachtowi Frankfurt (1:1).

## Kariera reprezentacyjna
Judt cztery razy zagrał w reprezentacji Niemiec U-21.